# 촌그라드처나드주

촌그라드처나드주의 위치

촌그라드처나드주(헝가리어: Csongrád-Csanád megye 촌그라드처나드 메제[*])는 헝가리 남부에 위치한 주로 주도는 세게드이며 면적은 4,263km2, 인구는 423,826명, 인구 밀도는 99명/km2이다. 티서강과 접하고 있고 2개 도시주(세게드, 호드메죄바샤르헤이)와 7개 구(촌그라드구, 호드메죄바샤르헤이구, 키슈텔레크구, 머코구, 모러헐롬구, 세게드구, 센테시구), 8개 시, 50개 마을을 관할한다.
서쪽으로는 바치키슈쿤주, 북쪽으로는 야스너지쿤솔노크주, 동쪽으로는 베케시주와 접하며 남쪽으로는 루마니아, 세르비아와 국경을 접한다.

주기
주 문장